# Кубок Македонії з футболу 2000—2001
Кубок Македонії з футболу 2000–2001 — 9-й розіграш кубкового футбольного турніру в Македонії. Титул вперше здобув Пелістер.

## Календар
| Раунд       | Дата                        | Матчі | Клуби   |
| ----------- | --------------------------- | ----- | ------- |
| 1/16 фіналу | 12 серпня - 20 вересня 2000 | 16    | 32 → 16 |
| 1/8 фіналу  | 8/29 листопада 2000         | 16    | 16 → 8  |
| 1/4 фіналу  | 25 лютого/4 квітня 2001     | 8     | 8 → 4   |
| 1/2 фіналу  | 18 квітня/9 травня 2001     | 4     | 4 → 2   |
| Фінал       | 24 травня 2001              | 1     | 2 → 1   |

## 1/16 фіналу
| Команда 1              | Рахунок      | Команда 2               |
| ---------------------- | ------------ | ----------------------- |
| 12 серпня 2000         |              |                         |
| Вардар                 | 2:1          | Македонія Гьорче Петров |
| 13 серпня 2000         |              |                         |
| Саса                   | 1:1 пен. 3:5 | Пелістер                |
| Тиквеш                 | 0:5          | Напредок (2)            |
| Сілекс                 | 2:1          | Осогово                 |
| Преспа (3)             | 2:5          | Слога Югомагнат         |
| Брегальниця (Штип) (3) | 3:0          | 11 Октомврі (2)         |
| Шкендія (2)            | 1:0          | Новаці (2)              |
| Караорман (2)          | 3:0          | Месна Індустрія (2)     |
| Охрид (2)              | 0:1          | Цементарниця 55         |
| Бітола (3)             | 2:2 пен. 6:7 | Башкімі (2)             |
| Кожуф (3)              | 0:1          | Маджарі Солідарност (3) |
| Слога (Виниця) (2)     | 3:4          | Алуміна (2)             |
| Полет (3)              | 0:14         | Беласиця (Струмиця)     |
| Металург (Велес) (3)   | -:+          | Борец (Велес)           |
| 14 серпня 2000         |              |                         |
| Побєда (Прилеп)        | 14:0         | Арсімі (3)              |
| 20 вересня 2000        |              |                         |
| Куманово (2)           | 1:2          | Работнічкі              |

## 1/8 фіналу
| Команда 1           | Заг.         | Команда 2               | 1-й матч | 2-й матч |
| ------------------- | ------------ | ----------------------- | -------- | -------- |
| 8/29 листопада 2000 |              |                         |          |          |
| Слога Югомагнат     | 2:1          | Побєда (Прилеп)         | 2:0      | 0:1      |
| Пелістер            | 5:5 (ч)      | Сілекс                  | 2:0      | 3:5      |
| Работнічкі          | 3:3 пен. 1:3 | Шкендія (2)             | 2:1      | 1:2 дч   |
| Беласиця (Струмиця) | 7:1          | Брегальниця (Штип) (3)  | 6:0      | 1:1      |
| Караорман (2)       | 4:4 (ч)      | Борец (Велес)           | 3:0      | 1:4      |
| Вардар              | 7:1          | Напредок (2)            | 5:1      | 2:0      |
| Алуміна (2)         | 2:4          | Башкімі (2)             | 1:0      | 1:4      |
| Цементарниця 55     | 8:1          | Маджарі Солідарност (3) | 2:0      | 6:0      |

## 1/4 фіналу
| Команда 1               | Заг.    | Команда 2       | 1-й матч | 2-й матч |
| ----------------------- | ------- | --------------- | -------- | -------- |
| 25 лютого/4 квітня 2001 |         |                 |          |          |
| Пелістер                | 4:4 (ч) | Вардар          | 2:1      | 2:3      |
| Беласиця (Струмиця)     | 1:2     | Слога Югомагнат | 0:1      | 1:1      |
| Караорман (2)           | 3:1     | Цементарниця 55 | 0:0      | 3:1      |
| Шкендія (2)             | 4:1     | Башкімі (2)     | 2:0      | 2:1      |

## 1/2 фіналу
| Команда 1               | Заг. | Команда 2       | 1-й матч | 2-й матч |
| ----------------------- | ---- | --------------- | -------- | -------- |
| 18 квітня/9 травня 2001 |      |                 |          |          |
| Пелістер                | 4:3  | Караорман (2)   | 1:2      | 3:1      |
| Шкендія (2)             | 0:6  | Слога Югомагнат | 0:1      | 0:5      |

## Фінал
| 24 травня 2001 |

| Слога Югомагнат | 1:2      | Пелістер                       |
| --------------- | -------- | ------------------------------ |
| Нухіджі 24'     | Протокол | Мицевський 14' Стойовський 36' |

| Тоше Проескі, Скоп'є Глядачів: 5 000 Арбітр: Бекім Баута |